# آلپ کیرشان
آلپ کیرشان (انگلیسی: Alp Kırşan؛ زادهٔ ۳ نوامبر ۱۹۷۹) بازیگر، مدل و مجری اهل ترکیه است.